# Aeroporto Dix-Sept Rosado
O Aeroporto de Mossoró — Governador Dix-Sept Rosado (IATA: MVF, ICAO: SBMS) é um aeroporto, localizado no município de Mossoró, no estado de Rio Grande do Norte.  Mossoró, que é a segunda maior cidade do Estado, atrás apenas da capital, Natal, cuja distância é de 278km.
O terminal tem capacidade de operar voos regionais e nacionais viabilizando o recebimento de aviões de médio porte como Boeings 737 e Fokkers 100.  Possui uma pista asfáltica de 2.000 metros de extensão, com 30 metros de largura, pátio de estacionamento de aeronaves com 11.250 metros quadrados de área construída, Terminal de Passageiros (Saguão de Embarque e Desembarque, área de check-ins, sala AIS, EPTA, canal de inspeção, áreas comerciais, banheiros, área administrativa e estacionamento público). 
Dispõe ainda de Serviço de Brigada Civil para atendimento nos horários dos voos regulares e serviço de abastecimento de aeronaves. O Aeroporto é homologado para Operações IFR e VFR não precisão, tendo aeronave crítica o ATR -72, uma aeronave com capacidade para até 74 passageiros. Atualmente a Azul Linhas Aéreas realiza operações diárias para o Aeroporto Internacional do Recife, e a LATAM Airlines através da VoePass opera voos 4x semanais ligando Mossoró ao Aeroporto Internacional de Natal e Fortaleza.

## Curiosidades.
Reforma do Terminal de Passageiros.
Foi concluída em 11 de janeiro de 2017, após um período de inatividade do terminal. Com a sua conclusão, a Azul Linhas Aéreas iniciou suas atividades.
Em 2023, a Governadora Fátima Bezerra realizou a assinatura da outorga do Aeroporto de Mossoró para a Infraero com isso, mais de 40 milhões de reais foram prometidos. A pista foi reformada e em breve o terminal de passageiros será ampliado e modernizado.

## Trivialidade
Desde 2007, o aeroporto estava desativado para voos noturnos por falta de segurança e de iluminação na pista, embora, em mais de 30 anos de funcionamento, nunca tenha registrado um acidente. Apesar de tais problemas, o terminal entrou na rota de destinos da companhia aérea NOAR em outubro de 2010, disponibilizando voos diurnos inicialmente para Recife com escalas em Natal e João Pessoa.

## Estatísticas
| Ano              | Total de Passageiros | % diferença | Movimento de aeronaves | % diferença | Classificação - Brasil |
| 2015             | 900                  | Estável     | 127                    | Estável     | Estável                |
| 2018             | 15.934               |             | 266                    | 109,45%     | Estável                |
| 2024 (Até Junho) | 34.557               |             | 1.602                  |             |                        |
| ---------------- | -------------------- | ----------- | ---------------------- | ----------- | ---------------------- |